# Casper Tengstedt
Casper Tengstedt, né le 1er juin 2000 à Herning au Danemark, est un footballeur danois qui évolue au poste d'avant-centre au Feyenoord Rotterdam.

## Biographie

### Jeunesse et formation
Né à Herning au Danemark, Casper Tengstedt commence le football dans le club de Viborg Søndermarken. Après un passage au Viborg FF il poursuit sa formation au FC Midtjylland, qu'il rejoint en 2015. Il se fait notamment remarquer avec les U19 lors de la saison 2018-2019 en inscrivant 20 buts en 22 matchs, terminant alors meilleur buteur de la ligue. Il est récompensé en signant un nouveau contrat avec Midtjylland le 27 juin 2019, le liant au club jusqu'en juin 2022. 

### AC Horsens
Le 7 août 2020, Casper Tengstedt est prêté pour une saison à l'AC Horsens. 
Il joue son premier match en professionnel avec ce club, le 13 juillet 2020, lors de la première journée de la saison 2020-2021 de Superligaen face au Randers FC. Il entre en jeu à la place de Jannik Pohl et son équipe s'incline par trois buts à zéro.
Le 8 juin 2021, il rejoint définitivement l'AC Horsens et signe un contrat de trois ans. Il n'aura finalement jamais joué en équipe première au FC Midtjylland.

### Rosenborg BK
Le 1er août 2022, Casper Tengstedt rejoint la Norvège pour s'engager en faveur d'un des clubs les plus importants du pays, le Rosenborg BK. Il signe un contrat courant jusqu'en décembre 2026,.
Titulaire pour son premier match, le 6 août 2022 contre Hamarkameratene, en championnat, il marque également son premier but en ouvrant le score sur un service de Carlo Holse. Son équipe l'emporte par deux buts à un,. Tengstedt s'illustre de nouveau lors de la journée suivante, le 12 août, contre le Sandefjord Fotball en réalisant cette fois un triplé. Également impliqué sur l'égalisation de son équipe en début de match, il contribue à la victoire de Rosenborg par cinq buts à deux,.

### Benfica Lisbonne
Le 11 janvier 2023, lors du mercato hivernal, Casper Tengstedt rejoint le Portugal afin de s'engager en faveur du Benfica Lisbonne. Il signe un contrat courant jusqu'en juin 2028,.
Tengstedt inscrit son premier but pour Benfica le 19 août 2023, à l'occasion d'une rencontre de championnat face au CF Estrela da Amadora. Il entre en jeu et participe à la victoire de son équipe par deux buts à zéro.

### Hellas Vérone
Le 9 août 2024, Casper Tengstedt rejoint le Hellas Vérone sous la forme d'un prêt d'une saison, avec option d'achat.

### Feyenoord Rotterdam
Le 24 juillet 2025, Casper Tengstedt quitte définitivement Benfica pour rejoindre les Pays-Bas, afin de signer en faveur du Feyenoord Rotterdam. Il signe un contrat courant jusqu'en juin 2029,.

### En sélection
Le 8 octobre 2021, Casper Tengstedt joue son premier match avec l'équipe du Danemark espoirs contre l'Écosse. Il entre en jeu à la place de Maurits Kjærgaard et son équipe s'impose par un but à zéro.